# Gangbian
Gangbian (kinesiska: 刚边, 刚边壮族乡) är en socken i Kina. Den ligger i provinsen Guizhou, i den sydvästra delen av landet, omkring 230 kilometer sydost om provinshuvudstaden Guiyang.